# Шаповаленко, Эдуард Васильевич
Эдуа́рд Васи́льевич Шапова́ленко (26 апреля 1940, Москва — 13 февраля 2015) — советский футболист, вратарь; тренер. Мастер спорта СССР (1963).

## Биография
Воспитанник московского «Торпедо», тренер Н. Е. Котов. Первая команда мастеров — «Молдова» Кишинёв, за которую играл в 1961—1963 годах. В 1964 году вернулся в «Торпедо», за четыре сезона сыграл в чемпионате 51 матч, пропустил 61 гол. В 1968 перешёл в ленинградский «Зенит», где три года был первым вратарём: сыграл за клуб 83 матча, пропустил 94 гола. Является членом Клуба Леонида Иванова с 28-ю сухими матчами за «Зенит». В 1972 году закончил карьеру игрока в «Металлурге» Липецк.
Играл в составе молодёжной сборной СССР.
Затем вернулся в Москву. Окончил три курса института физкультуры (1958—1961). Выпускник Кишинёвского университета (1961—1963). Работал старшим тренером школы «Сокол» (1972—1976), потом — в ДЮСШ № 1 Советского района, ставшей к 1981 году СДЮШОР № 3 Советского района. С 1993 года работал директором футбольной школы «Чертаново».

## Достижения
- Чемпион СССР: 1965
- Серебряный призёр чемпионата СССР: 1964